# The Dead Weather
The Dead Weather is een Amerikaanse alternatieve rock supergroep, opgericht in Nashville, Tennessee in januari 2009. De band bestaat uit Jack White, Alison Mosshart, Jack Lawrence en Dean Fertita. White en Lawrence zijn tevens allebei lid van The Raconteurs, opgericht in 2005.

## Levensloop

### Horehound
Op 1 januari 2009 vroeg een manager van Jack White aan hem wat hij dat jaar wilde gaan doen. White antwoordde dat hij een nieuw hoofdstuk in zijn muziekcarrière wilde beginnen en riep een viertal bandleden van Amerikaanse rockbands bijeen om samen een single op te nemen. Eigenlijk was het alleen maar de bedoeling om een enkele single op te nemen (Hang You From the Heavens) en het verder zo te laten. Echter, de bandleden konden het goed met elkaar vinden en besloten meerdere songs op te nemen, waaruit het album Horehound ontstond.
Tussen eind januari en begin juni 2009 werd Horehound gemixt. De eerste single was Hang You From the Heavens, die al vanaf maart 2009 op de radio te horen was. Op 14 juli 2009 verscheen Horehound uiteindelijk, na een half jaar lang werken.

### Sea of Cowards
Vanaf begin oktober 2009 werd er gewerkt aan een volgende album. Op 16 oktober 2009 gaf zangeres Alison Mosshart aan dat ze al de helft van hun tweede album hadden opgenomen. In januari 2010 werden de opnamessessies van het album afgesloten. Op 3 februari 2010 kondigde White aan dat de eerste single van het album Blue Blood Blues zou gaan heten. Half maart 2010 werd bekend dat het tweede album Sea of Cowards zou gaan heten, en dat het vanaf 7 mei 2010 in de winkel zou liggen. Ook werd aangekondigd dat niet Blue Blood Blues, maar Die By the Drop de eerste single van het album zou worden.  Rond 25 maart is de releasedatum verschoven naar 11 mei 2010.

## Discografie

### Albums
| Album met eventuele hitnotering(en) in de Nederlandse Album Top 100 | Datum van verschijnen | Datum van binnenkomst | Hoogste positie | Aantal weken | Opmerkingen |
| ------------------------------------------------------------------- | --------------------- | --------------------- | --------------- | ------------ | ----------- |
| Horehound                                                           | 10-07-2009            | 18-07-2009            | 63              | 2            |             |
| Sea of cowards                                                      | 07-05-2010            | 15-05-2010            | 76              | 3            |             |
| Dodge and burn                                                      | 25-09-2015            | 03-10-2015            | 25              | 2            |             |

| Album met hitnotering(en) in de Vlaamse Ultratop 200 albums | Datum van verschijnen | Datum van binnenkomst | Hoogste positie | Aantal weken | Opmerkingen |
| ----------------------------------------------------------- | --------------------- | --------------------- | --------------- | ------------ | ----------- |
| Horehound                                                   | 2009                  | 25-07-2009            | 24              | 9            |             |
| Sea of cowards                                              | 2010                  | 15-05-2010            | 27              | 7            |             |
| Dodge and burn                                              | 2015                  | 03-10-2015            | 17              | 17           |             |

### Singles
| Single met eventuele hitnotering(en) in de Nederlandse Top 40 | Datum van verschijnen | Datum van binnenkomst | Hoogste positie | Aantal weken | Opmerkingen |
| ------------------------------------------------------------- | --------------------- | --------------------- | --------------- | ------------ | ----------- |
| Hang you from the havens                                      | 11-03-2009            | -                     |                 |              |             |
| Treat me like your mother                                     | 25-05-2009            | -                     |                 |              |             |
| I cut like a buffalo                                          | 26-10-2009            | -                     |                 |              |             |
| Die by the drop                                               | 30-03-2010            | -                     |                 |              |             |
| Blue blood blues                                              | 2010                  | -                     |                 |              |             |

## Ledenbezetting
- Alison Mosshart (2009–heden): leadzang, gitaar, percussie
- Jack White (2009–heden): drums, achtergrondzang
- Jack Lawrence (2009–heden): bas, drums, achtergrondzang
- Dean Fertita (2009–heden): leadgitaar, achtergrondzang